# اس‌ام یو-۱۶۱
اس‌ام یو-۱۶۱ (به انگلیسی: SM U-161) یک زیردریایی بود که طول آن ۷۰٫۶۰ متر (۲۳۱٫۶ فوت) بود. این زیردریایی در سال ۱۹۱۸ ساخته شد.